# Психоделічна музика
Психоделічна музика (англ. Psychedelic music) — термін, що відноситься до ряду музичних напрямків, що беруть свій початок у «психоделічну еру» 1960-х — 1970-х років і пов'язані зі зверненням до явища психоделії. В окремих випадках це стосується створення музики під впливом психоделиків, а в деяких — сприйняття під їхнім впливом, причому, нерідко, для посилення ефекту. Як правило, серед багатоманіття психоделічної музики 1960-70-х років виділяють психоделічний рок, психоделічний поп, психоделічний фолк та психоделічний соул, у 1990-ті роки стали популярними психоделічний транс (psy-trance) та психоделічний ембієнт (Psybient).

## Характеристика
У психоделічної музики є низка важливих особливостей. Екзотичні інструменти є загальним явищем. Пісні часто мають більш диз'юнктивну структуру пісні, ніж сучасна поп - музика. Часто використовуються сюрреалістичні, химерні, езотерично чи літературно-натхненні тексти пісень. Часто акцентується на розширених інструментальних сегментах. Також використовуються вишукані студійні ефекти, такі як зворотні стрічки, панорамування музики з одного боку на інший стереодоріжки, із використанням звуку електронного фазування, довгих циклів затримки та екстремальної реверберації.  У 1960-х роках було використано електронні інструменти, такі як синтезатори.   Пізніші форми електронної психоделії також використовували повторювані комп'ютерні удари.

## Історія розвитку

### 1960-1970-ті роки
Психоделічна музика почала свій розвиток у 1960-х роках у Великій Британії та США на хвилі підйоми рок-культури, базуючись на елементах року та запозичуючи досвід експериментів з електронною апаратурою і, частково, східних музичних культур. Психоделічна музика з’явилася  серед фольклорних та рок-гуртів у США та Великій Британії, створивши піджанри психоделічного фолку, психоделічного року, кислотного року та психоделічної попмузики до занепаду на початку 1970-х. У Сан-Франциско зароджувалася музика народних клубів, кав'ярень та незалежних радіостанцій, які обслуговували студентів у сусідньому Берклі та вільних мислителів, які тяжіли до міста.  У музикантів джазу та блюзу існувала культура вживання наркотиків, а на початку 1960-х років серед народних та рок-музикантів почало зростати вживання наркотиків. Одним з перших музичних використань терміна «психоделічний» була нью-йоркська фолк - група The Holy Modal Rounders в 1964 році.  Народний авангардист-гітарист Джон Фахі записав кілька пісень на початку 1960-х років, експериментуючи з незвичними техніками запису, включаючи зворотні стрічки та новий інструментальний супровід, включаючи флейту та ситар.  Його дев'ятнадцятихвилинна "Велика вечірка до дня народження Сан-Бернардіно" "передбачала елементи психоделії з її нервовими імпровізаціями та дивними налаштуваннями гітари".  Подібним чином, у ранній роботі фольклорного гітариста Сенді Булл "були включені елементи народного, джазового, індійського та арабського режимів".  Його альбом " Фантазії для гітари і банджо" 1963 року досліджує різні стилі, і "його також можна точно описати як один з перших психоделічних записів".
У наступні десятиліття послідували численні духовні наступники, включаючи прогресив-рок, краутрок та хеві-метал. З 1970-х років відродження включало психоделічний фанк, нео-психеделію та стоунер-рок, а також психоделічні жанри електронної музики, такі як acid house, транс-музика та новий рейв. Відмітним для психоделічного року стало моделювання зміненого стану свідомості, що виникає під дією таких наркотичних речовин, як наприклад ЛСД або псилоцибін. Серед найвідоміших гуртів, що зверталися до психоделічного року - Pink Floyd та Cream, окремі психоделічні композиції виділяють і в альбомах The Beatles (напр. «Lucy in the Sky with Diamonds» і «Tomorrow Never Knows»). 
Незабаром музиканти почали посилатися (спочатку опосередковано, а пізніше явно) на наркотик і намагалися відтворити або відобразити досвід вживання ЛСД у своїй музиці, так само, як це було відображено в психоделічному мистецтві.  Ця тенденція проходила паралельно як в Америці, так і у Великій Британії, як частина взаємопов’язаних народних та рок-сцен.  Коли поп-музика почала включати психоделічні звуки, жанр став основною та комерційною силою.  Психоделічна музика досягла свого піку в останні роки десятиліття - з 1967 по 1968 рр. Це був переважаючий звук рок-музики, або в химерному британському варіанті, або в жорсткому американському варіанті Західного узбережжя.  В Америці " Літо кохання" 1967 року було проведено подією Human Be-In і досягло свого піку на поп-фестивалі в Монтереї.  Ці тенденції досягли кульмінації на фестивалі в Вудстоку 1969 р., коли відбулися виступи більшості основних психоделічних співаків,включаючи Джімі Хендрікс, Джаніс Джоплін і Сантану. 
Іншим напрямком кінця 1960-х років став психоделічний фолк, що відрізнявся більшою опорою на фольклор та переважанням акустичних інструментів.  
На перетині психоделічного року, соул та фанк-музики в кінці 1960-х виник психоделічний соул. Як і психоделічному року, цій течії властиве використання електрогітар, електроорганів та звукових ефектів.  
Елементи психоделії потрапили навіть у поп-музику, викликавши до життя такий термін, як психоделічний поп. Якщо психоделічний рок намагався максимально розширити стилістичні обрії впровадженням нових засобів виразності, то поп-музика обмежувалася лише введенням окремих інновацій у прості для сприйняття пісні. До психоделічного попу відносять окремі роботи The Beach Boys (напр. Smiley Smile) та The Beatles (напр. Magical Mystery Tour). 
До кінця 1960-х тенденція до використання психоделії в музиці почала відходити. LSD було оголошено незаконним у США та Великій Британії в 1966 р. Пов’язання вбивств Шерон Тейт, Лено та Розмарі Лабіанка із піснями Бітлз, такими як “ Helter Skelter ”, сприяло протидії хіпі.  Безкоштовний концерт "Альтамонт" у Каліфорнії, заголовок "The Rolling Stones" 6 грудня 1969 року, не виявився позитивною віхою на психоделічній музичній сцені, як передбачалося; натомість, це концерт став сумно відомим смертельним пораненням охоронців Hells Angels.
Багато рок-музикантів повернулися до глибоких джерел витоків рок-н-ролу, що призвело до того, що Барні Хоскінс назвав розвитком "ретрогресивної, пост-психоделічної музики". За словами музикознавця Френка Гофмана, пост-психоделічний хард-рок відрізняється більш «кінематографічними стилями на гітарі та захоплюючими ліричними образами». Теоретик музики Едвард Макан зазначає, що виниклі "пост-психоделічні стилі хард-рок / хеві-метал " мали "слабший зв'язок з етосом хіпі" і "наголошували на прогресі блюзу". Психоделічний рок з його спотвореним гітарним звучанням, розширеними соло та авантюрними композиціями був важливим мостом між блюзово-орієнтованим роком та пізнішою появою металу. Багато музикантів під час пост-психеделічної ери перейняли більш жорстке почуття професіоналізму та елементи класичної музики, про що свідчать концептуальні альбоми та віртуозні інструменти Емерсона, Лейка та Палмера. На початку 1970-х років пост-психоделічний рок виводився в середніх структурах. Британських музиканти і групи, які сприйняли психоделію, перейшли до створення жанру прогресивного року в 1970-х. Деякі групи підтримували явно психоделічний курс у 1970-х, більшість груп відмовилися від психоделічних елементів на користь інших експериментів.  Коли Німецькі групи з психоделічного руху відійшли від своїх психоделічних коренів і робили все більший акцент на електронних інструментаріях. Їх прийняття електронних синтезаторів, поряд з музичними стилями, дослідженими Брайаном Іно в його клавіатурі, мали великий вплив на подальший розвиток електронного року.  

### 1980-1990-ті роки
Відродження інтересу до психоделії у 1980-ті роки пов'язано із течією неопсиходелії (англ. Neopsychodelic). Значну роль у його просуванні зіграв лейбл Elephant 6. Звернення психоделії відмічають у творчості таких гуртів, зокрема таких як The Flaming Lips, Imagining Yellow Suns, Spacemen, Super Furry Animals, у більш попсовому варіанті - The Apples in Stereo, Dark Meat, The Dukes of Stratosphear, The Essex Green та інші. 
Трансова музика виникла в німецьких техно та хардкорних сценах початку 1990-х. Він підкреслював короткі та повторювані синтезаторські лінії з мінімальними ритмічними змінами та випадкові атмосферні синтезатори, з метою переведення слухачів у стан, подібний до трансу.    Проте психоделічну музику затьмарила поява нових жанрів електронної музики, перш ніж знову злетіти в кінці десятиліття і почати домінувати в клубах. Незабаром вона почала розпадатися на низку піджанрів, включаючи прогресивний транс, гоа-транс, психоделічний транс, жорсткий транс і піднесений транс. 
Бурхливий розвиток електронних інструментів, а пізніше - музичного програмного забезпечення відкрив нові обрії для втілення ідей трансформації свідомості. У швидкій електронній музиці таким музичним напрямком став транс, відмітними рисами якого стали повторювані з деякими трансформаціями пульсуючі мелодичні структури та характерні звуки синтезаторів Roland TR-808, TR-909 та TB-303. В кінці 1990-х років з'явилося таке відгалуження трансової музики, як психоделічний транс, що відрізняється використанням новітніх семплів. До гуртів психоделічного трансу відносять іспанський 1200 Micrograms, британський Green Nuns Of The Revolution, фінські Haltya, Salakavala та інші.
У повільній електронній музиці ідеї психоделії знайшли своє втілення в психоделічному ембієнті (англ. Psybient) в кінці 1990-х років. Біля витоків цього стилю стояли такі гурти як Shpongle, а також, частково The Infinity Project та Bluetech. 

### Нові віяння
У Британії в 2000-х років поєднання інді-року з танцювальним панком було названо "новим рейвом" в публічній рекламі і цей термін був підібраний і застосований до ряду груп. Це сформувало сцену з подібною візуальною естетикою до попередньої психоделічної музики, наголошуючи на візуальних ефектах: палички, неонові та інші вогні були загальним явищем, а послідовники сцени часто одягались у надзвичайно яскравий та флуоресцентний кольоровий одяг.  